# Telemiades
Telemiades är ett släkte av fjärilar. Telemiades ingår i familjen tjockhuvuden.

## Bildgalleri

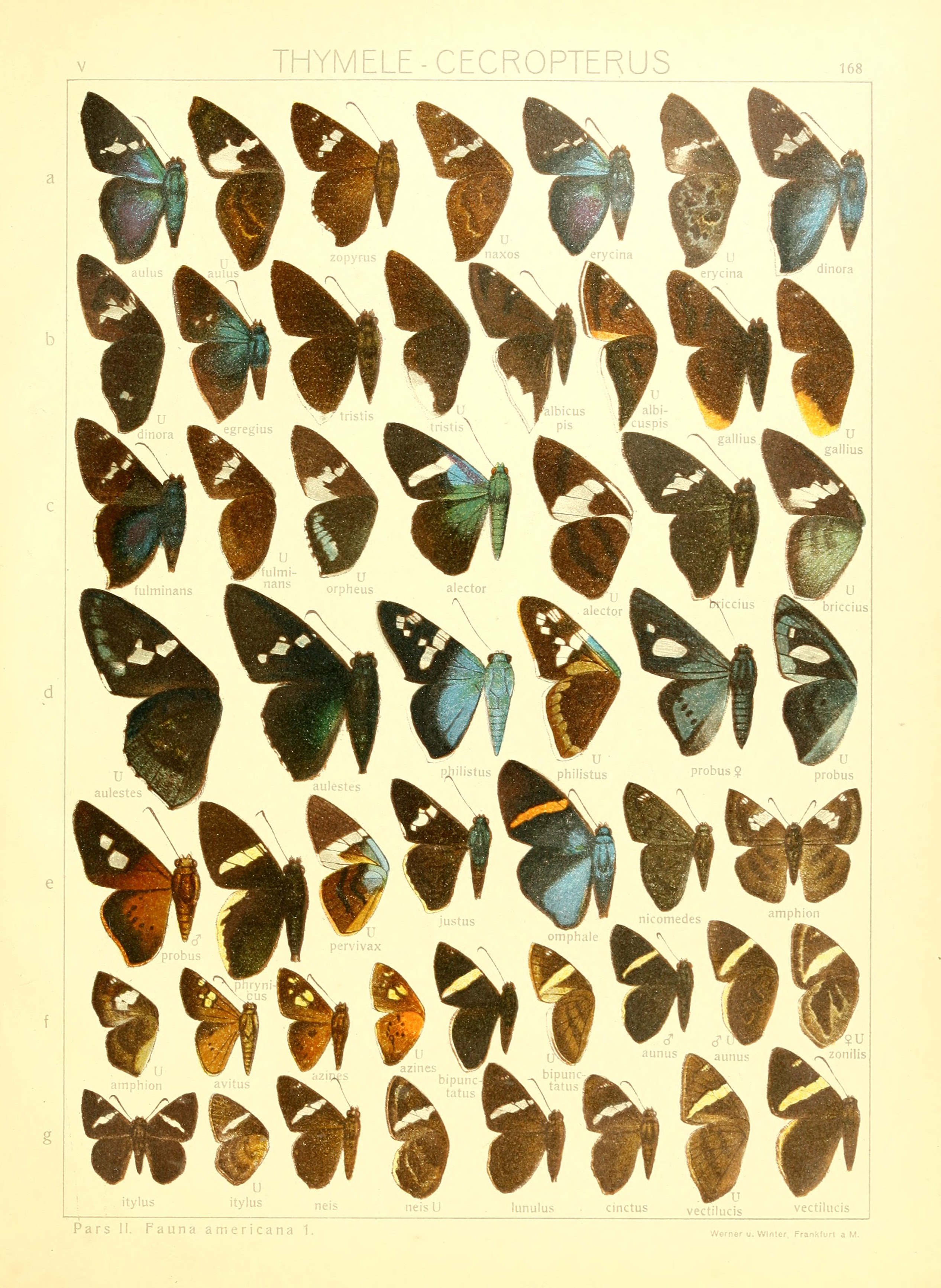
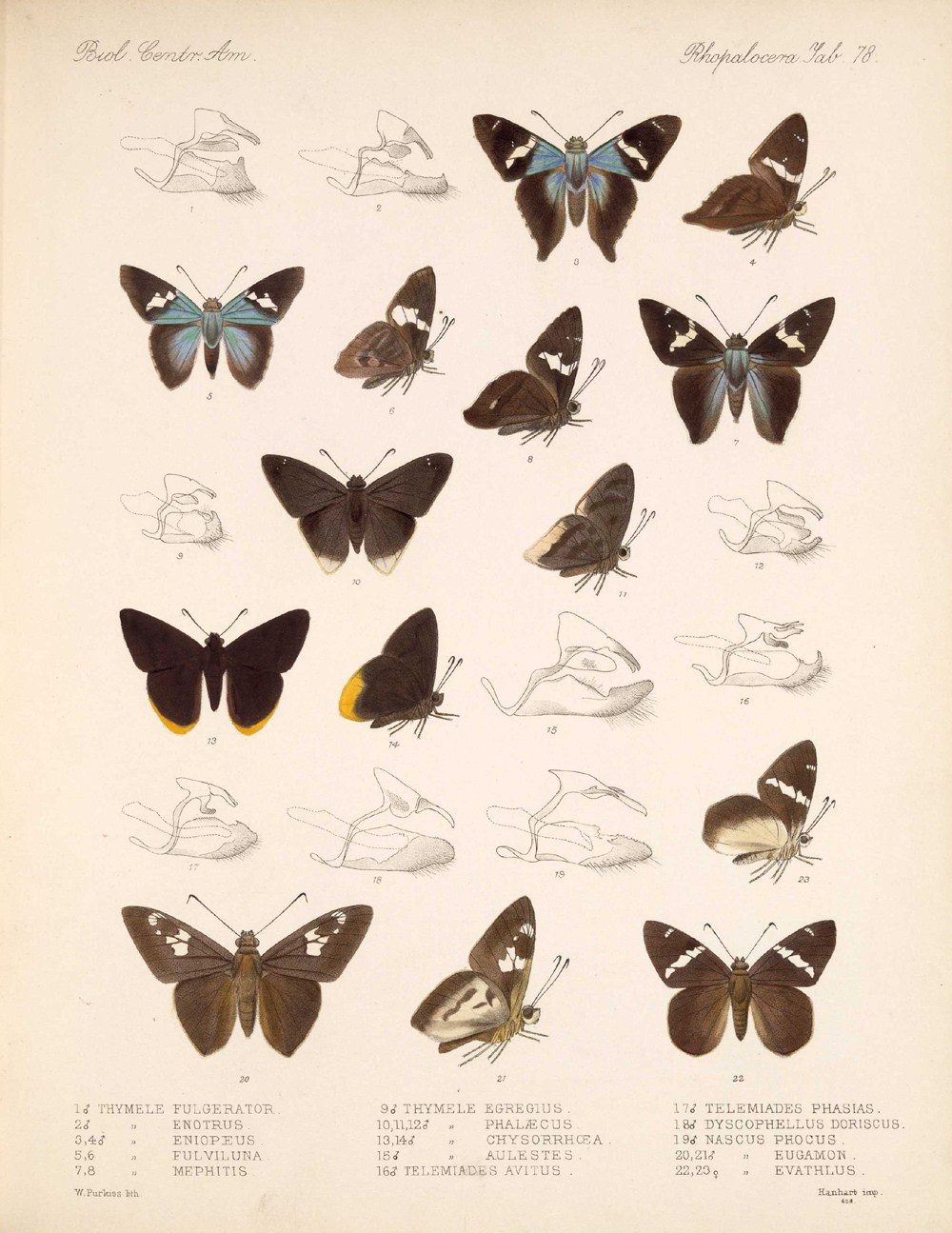
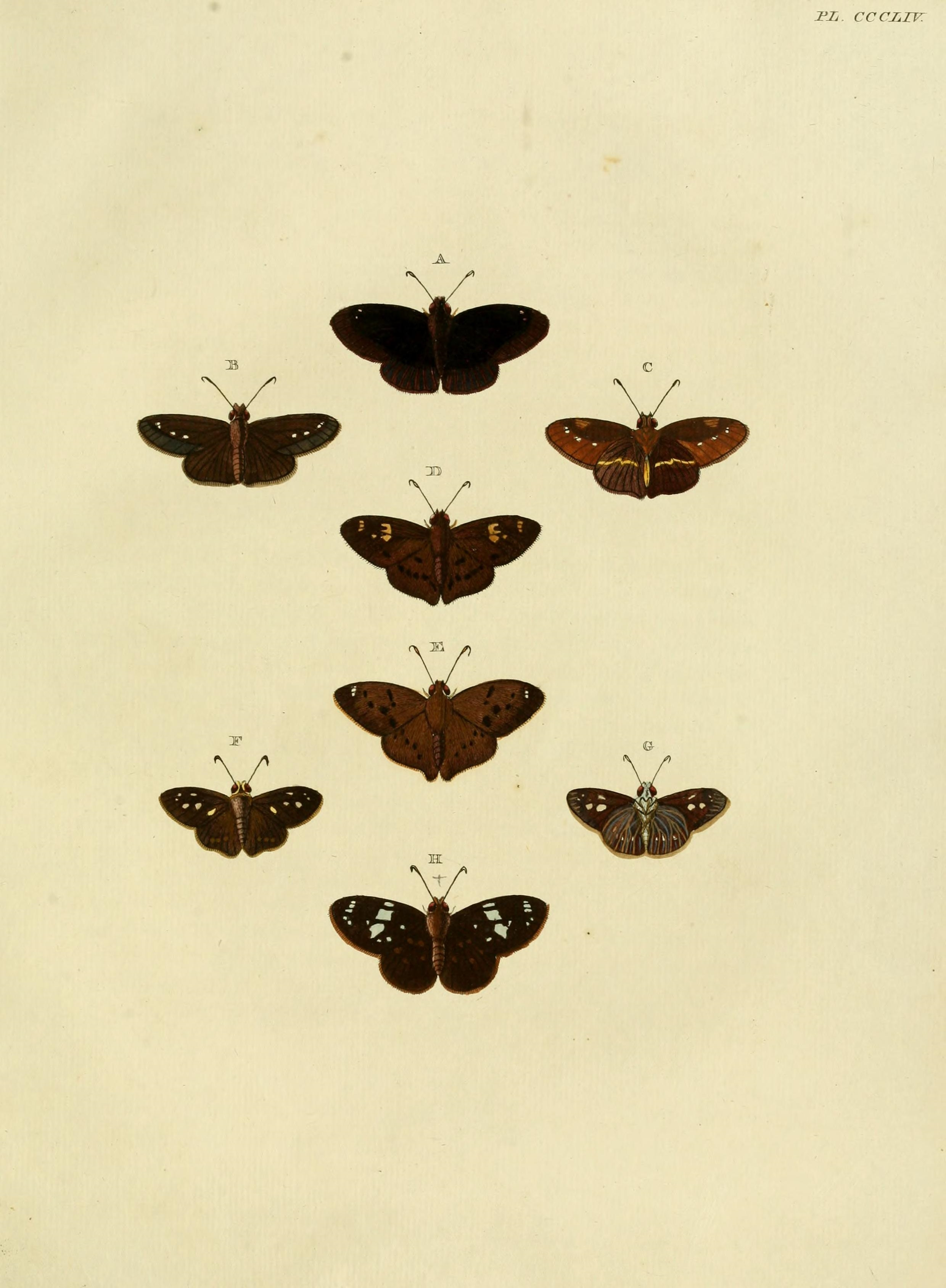
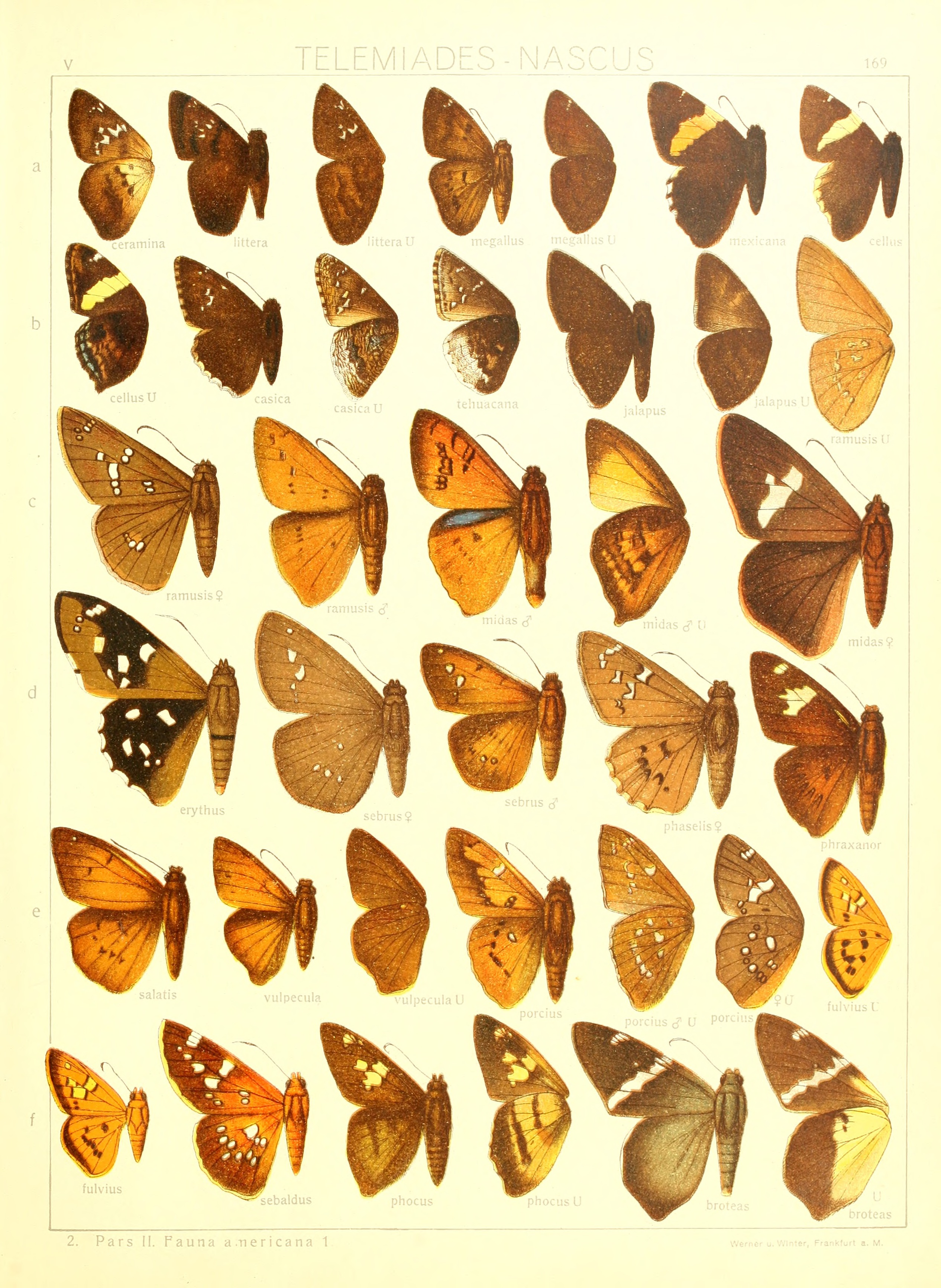

## Dottertaxa tillTelemiades, i alfabetisk ordning[1]
- Telemiades aesopus
- Telemiades amaurus
- Telemiades amphion
- Telemiades antiope
- Telemiades arcturus
- Telemiades avitus
- Telemiades brazus
- Telemiades buffumi
- Telemiades centrites
- Telemiades ceramina
- Telemiades chrysorrhoea
- Telemiades compressa
- Telemiades contra
- Telemiades crameri
- Telemiades curtius
- Telemiades delalande
- Telemiades diores
- Telemiades epicalus
- Telemiades fides
- Telemiades gallius
- Telemiades hoyti
- Telemiades lamus
- Telemiades laogonus
- Telemiades litanicus
- Telemiades lucina
- Telemiades lurideolus
- Telemiades marpesus
- Telemiades megalloides
- Telemiades megallus
- Telemiades meris
- Telemiades misitheus
- Telemiades mygdon
- Telemiades nicola
- Telemiades nicomedes
- Telemiades obscurus
- Telemiades panthea
- Telemiades pekahia
- Telemiades penidas
- Telemiades phasias
- Telemiades phlius
- Telemiades potomoni
- Telemiades punctatus
- Telemiades sila
- Telemiades simplicius
- Telemiades squanda
- Telemiades tosca
- Telemiades trenda
- Telemiades uncinnata
- Telemiades vansa
- Telemiades vespasius
- Telemiades xantho
- Telemiades zethos